# Юнашки паметник
Юнашкият паметник в София е издигнат в памет на загиналите юнаци легионери от Македоно-одринското опълчение през Балканската и Междусъюзническата война. Построен е по инициатива на Георги Данаилов, председател на Софийската юнашка област, първа копка е направена тържествено на 9 юни 1930 година – „Свети Дух“ и паметникът е открит същата година пред игрище „Юнак“ (приблизително на мястото на изходите на Метростанция „Стадион „Васил Левски“ днес).
Начало на инициативата е поставена на 23 октомври 1927 година на тържествено заседание от комисия в състав: почетен председател – Иван Вълков, генерал о. з., председател – Дим. Лазов, подпредседател и касиер – Георги Стоименов, секретар – Йосиф Буреш и членове: капитан Сава Савов, Георги Банбов, Милан Петров и Ив. Ганчев.
Паметникът е висок 8 метра и представлява железобетонен пиедестал и статуя от бял врачански камък. Статуята представлява легионер на пост на „Маркова стъпка“, гледащ към поробена Македония. Легионерът е с пелерина на гърба, юнашки калпак на глава и пушка в ръце. Проектът и ръководството са дело на архитект П. Димитров, изработката на художник-скулптора Тома Делирадев, а инженер – строител е Димитър Агура.
Разрушен е тайно през 1947 година от комунистическите власти.